# Jeongsa
Pour plus de détails, voir Fiche technique et Distribution.
Jeongsa (정사) est un film sud-coréen réalisé par Lee Jae-yong, sorti en 1998.

## Synopsis
Une femme au foyer tombe amoureuse du fiancé de sa sœur.

## Fiche technique
- Titre : Jeongsa
- Titre original : 정사
- Titre anglais : An Affair
- Réalisation : Lee Jae-yong
- Scénario : Kim Dae-woo et Lee Jae-yong
- Musique : Jo Sung-woo
- Photographie : Kim Yeong-cheol
- Montage : Hahm Sung-won
- Production : Lee Se-ho et Oh Jung-wan
- Société de production : 9 Film
- Pays de production :  Corée du Sud
- Genre : Drame et romance
- Durée : 108 minutes
- Date de sortie : 
  - Corée du Sud : 3 octobre 1998

## Distribution
- Lee Jung-jae : Woo-in
- Lee Mi-sook : Seo-hyun
- Kim Min : Ji-hyun, la sœur de Seo-hyun
- Song Young-chang : Jun-il, le marie de Seo-hyun
- Jung Kyung-soon : la mère de Kwan-ho
- Choi Myeong-su : le père
- Choi Woo-hyeok : Jin-soo
- Choi Yeong-soo : le père de Ji-hyun

## Distinctions
Le film a été nommé pour deux Blue Dragon Film Awards.